# William Kirby

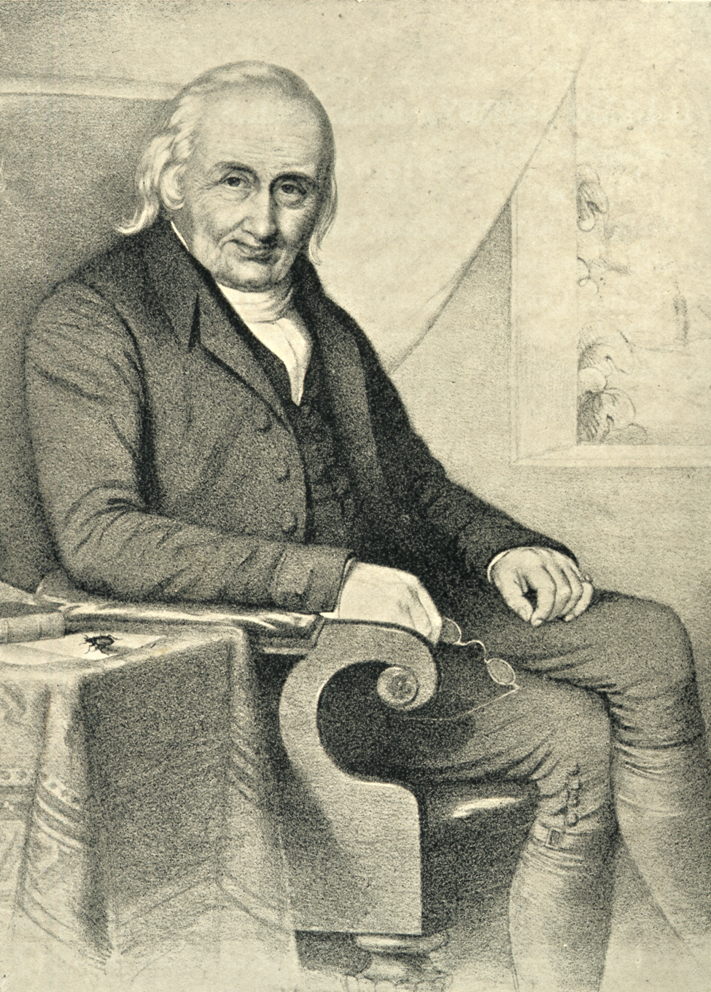
Reverend William Kirby (Lithografie von T. H. Maguire, 1851)

William Kirby (* 19. September 1759 in Witnesham, England; † 4. Juli 1850 in Barham, Suffolk) war ein englischer Entomologe und Priester.

## Leben und Wirken
Kirby erhielt in Ipswich und dem Caius College in Cambridge seine Ausbildung als Pfarrer, die er 1781 abschloss. 1782 bekam er die Landpfarrei Barham in Suffolk zugewiesen, wo er bis zu seinem Lebensende in der dörflichen Abgeschiedenheit lebte und arbeitete.
In seiner Freizeit widmete er sich der Naturforschung, insbesondere der Entomologie. Sein erstes Werk war die Monographia Apum Angliae (1802), eine mehrbändige Abhandlung über die Bienen seiner Heimat. Dieses Werk, das erste, das sich ausschließlich mit dieser Tiergruppe befasste, setzte in der wissenschaftlichen Arbeit neue Maßstäbe. Basierend auf der Linnéschen Systematik beschrieb er eine Vielzahl neuer Arten, die er gemessen an den eingeschränkten Möglichkeiten seiner Zeit erstaunlich exakt und ausführlich beschrieb. Er führte zu Linnés Gattung Apis zwar lediglich eine neue Gattung ein (Melitta für die kurzzüngigen Bienen), gruppierte aber seine Arten bereits in einer Weise, die in Form der heutigen Gattungen weitgehend immer noch Bestand hat. Dieses Werk brachte ihm großes Ansehen in der Fachwelt des In- und Auslands.
Zusammen mit seinem Freund William Spence aus Hull verfasste er das vierbändige Werk Introduction to Entomology (1815–1826), das erste populärwissenschaftliche Buch über Insekten in englischer Sprache. In diesem Werk, einer detaillierten Darstellung der Entomologie, führte Kirby auch ein Klassifikationssystem ein, das auf die Arbeiten von William Sharp MacLeay zurückgeht. 1830 wurde er als Verfasser einer der Bridgewater Treatises ausgewählt; sein Thema war The Habits and Instincts of Animals with reference to Natural Theology.
Außer diesen Büchern verfasste er zahlreiche Schriften in den Abhandlungen der Linnean Society of London, dem Zoological Journal und anderen Zeitschriften; zu den Werken Account of the Animals seen by the late Northern Expedition while within the Arctic Circle (1821) und Fauna Boreali-Americana (1837) trug er die Abschnitte über Insekten bei.
Wegen seiner Verdienste um die wissenschaftliche Arbeitsweise in der Entomologie und der Popularisierung dieser Wissenschaft wird Kirby auch als „Vater der Entomologie“ bezeichnet. Seine Sammlungen werden im Britischen Museum und von der Linnean Society aufbewahrt.
Kirby veröffentlichte auch die theologischen Schriften Strictures on Sir James Smith’s Hypothesis respecting the Lilies of the Field or our Saviour and the Acanthus of Vergil (1819) und Seven Sermons on our Lords Temptations (1829).

## Schriften (Auswahl)
- Monographia apum Angliae; or, An attempt to divide into their naturla genera and families, such species of the Linnean genus Apis as have been discovered in England; with descriptions and observations. To which are prefixed some introductory remarks upon the class Hymenoptera, and a synoptical table of the nomenclature of the external parts of these insects. 2 Bände, J. Raw, Ipswich 1802 (Digitalisat)
- On the power, wisdom and goodness of God as manifested in the creation of animals and in their history, habits and instincts. 2 Bände, William Pickering, London 1835 (Band 1, Band 2) – Bridgewater Treatise Nr. 7.
  - Die Thierwelt als Zeugnis für die Herrlichkeit des Schöpfers (= Die Natur, ihre Wunder und Geheimnisse, oder die Bridgewater-Bücher Band 7). Paul Neff, Stuttgart 1838 (Digitalisat) – übersetzt von Friedrich Oesterlen.